# 비와코선
비와코선(일본어: 琵琶湖線, びわこせん)은 호쿠리쿠 본선의 나가하마역과 도카이도 본선의 교토역 간을 부르는 운행 계통이다. 원래는 JR 교토 선에 소속되어 있었으나, 1989년부터 비와코 선으로 분리되었다.
운행 계통의 색상은 청색(■)이며, JR 교토 선, JR 고베 선과 같이 서일본 여객철도의 CI 컬러를 색상으로 채용하고 있다.
모든 구간에 JR 교토·고베 선 자동 운행 관리 시스템이 도입되어 있다.

## 개요
1988년 3월 13일 서일본 여객철도가 각 노선의 애칭을 정할 때, 교토 - 마이바라 구간도 JR 교토 선 (교토 ~ 오사카)으로 이름지었지만, 다음 해인 1989년에 다시 이름지었다. 호쿠리쿠 본선의 마이바라 - 나가하마 간은 1991년 9월에 다무라 - 나가하마 간이 직류전화 되면서 비와코 선에 포함되었다. 2006년 10월 직류전화 된 나가하마 - 쓰루가 간은 비와코 선에 포함시키지 않았다.
덧붙여 도카이 여객철도 차내 방송에 대해서는 신칸센에서는 따로 어번 네트워크 상의 애칭을 사용하지 않지만, 오가키 방면에서의 마이바라 행 열차는 교토 방면의 열차에 대해서만 "비와코 선"이라고 안내하기도 한다. 덧붙여, 마이바라역 구내의 안내에서도 오가키 방면은 "도카이도 선", 교토 방면은 "비와코 선"이라고 안내하고 있다.
교토 - 구사쓰 간은 복복선으로, 외측의 2개 선(외측선)은 주로 특급·침대 특급 등의 우등 열차·화물 열차가, 내측의 2개 선(내측선)은 신쾌속·보통이 이용하고 있다. 다만, 러시아워 시간을 중심으로 외측선을 주행하는 신쾌속이 있는 것 이외에, 수송 장해 시에는 외측선을 달리는 보통이 존재하는 등 교토 이서의 복복선 구간과 비교되는 다소 유연한 선로 운용이 시행되고 있다. 교토 - 마이바라 간의 전 구간은 시속 130km로 운행이 가능하며, 특히 교토 - 구사쓰 간은 내측선도 시속 130km에 대응하고 있다. 오쓰·세타·미나미쿠사쓰·릿토·모리야마·시노하라·이나에·미나미히코네는 절대신호가 설치되지 않은 역이다. 노토가와·야스의 상행선과 오미하치만의 하행선에서 각각 완급접속을 실시할 수 있고, 이외에 가와세·아즈치에 중선이 있어 보통 열차의 특급 대피나 회차 사용되기도 한다. 야스에는 교토 종합 운전소 야스 파출소가 있어 221계·223계 전동차 등이 유치되어 있는 모습을 볼 수 있다.
비와코 선의 모든 역에서 J스루 카드, ICOCA, 스룻토 간사이 협의회의 PiTaPa, 동일본 여객철도(JR 동일본)의 Suica, 도카이 여객철도(JR 도카이)의 TOICA를 사용할 수 있다.

## 운행 형태
비와코 선의 운전 계통은 기본적으로 JR 교토 선·JR 고베 선과 일체로 짜여 있다. 우등 열차 이외에 신쾌속이나 쾌속(비와코 선 내에서는 보통)이 JR 교토 선·JR 고베 선과 상호직통운전을 한다.

### 우등 열차
호쿠리쿠 방면에의 특급 열차는 야마시나에서 고세이 선으로 들어가기 때문에 JR 교토 선에 비해서 특급의 빈도가 적다. 정기적으로 운전되는 열차는 아래와 같다. 특급 하루카, 비와코 익스프레스는 러시아워 시간대에, 야간 열차 이외의 침대 특급·급행은 야간·조조 시간대에 운전된다.
- 침대특급 선라이즈 세토·선라이즈 이즈모 (도쿄역 ~ 다카마쓰 역·이즈모시역) - 마이바라 역, 교토 역을 제외한 비와코 선 안의 모든 중간역을 통과한다.
- 급행 기타구니 (니가타역 ~ 오사카 역)
- 특급 비와코 익스프레스 (마이바라 역 ~ 오사카 역)
- 특급 하루카 (마이바라 역/구사쓰 역 ~ 간사이 공항역)
- 특급 와이드 뷰 시나노 (나가노역 ~ 오사카 역)
- 특급 와이드 뷰 히다 (다카야마역 ~ 오사카 역)

### 신쾌속
신쾌속은 JR 고베 선 히메지·산요 본선 아보시·가미고리·아코 선 반슈아코 방면에서 JR 교토 선을 거쳐 비와코 선 나가하마·호쿠리쿠 본선 오미시오쓰·쓰루가까지 직통 운전하고 있다. 낮 시간대에 JR 교토·고베 선에서는 신쾌속이 매 시간마다 4편성씩 운전되고 있지만, 그 중 하나는 야마시나에서 고세이 선으로 들어가기 때문에 비와코 선으로 들어가는 열차는 3편성이 된다. 그 중에서 또 1편성은 야스 역에서 시종착하므로, 야스 이동 구간을 주행하는 열차는 2편성이다. 저녁 이후에는 야스까지 4개 편성이 운전된다.
아침에는 구사쓰·야스 이서 구간이 신쾌속, 이동 구간이 보통으로 운전되는 열차도 있다. 일부 열차를 제외하고 교토 - 구사쓰 간은 내측선을 달린다. 마이바라 이북은 홈 유효 길이의 관계 상 나가하마 발착 열차는 8량 편성, 쓰루가·오미시오쓰 발착 열차는 4량 편성으로 운전되고 있다 (12량 운전의 경우는 마이바라에서 분리·병결됨). 2006년 10월 21일의 시각표 개정부터 나가하마 발착의 일부 열차가 오미시오쓰·쓰루가까지 연장되었다.
전 열차가 223계 1000번대 및 223계 2000번대, 225계 0번대, 225계 100번대 전동차로 운전된다.

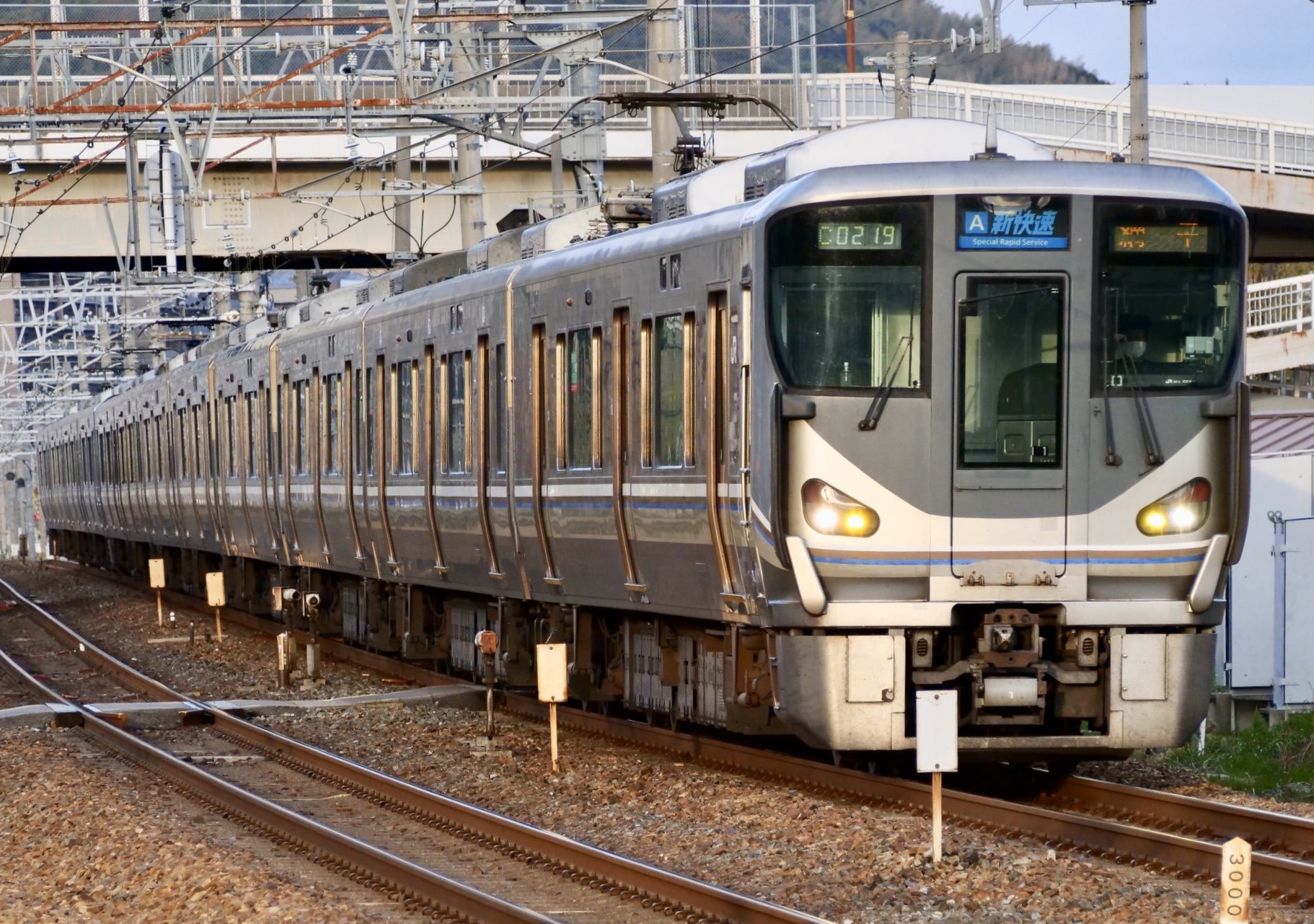
신쾌속에 사용되는 신형 전동차 225계 0번대

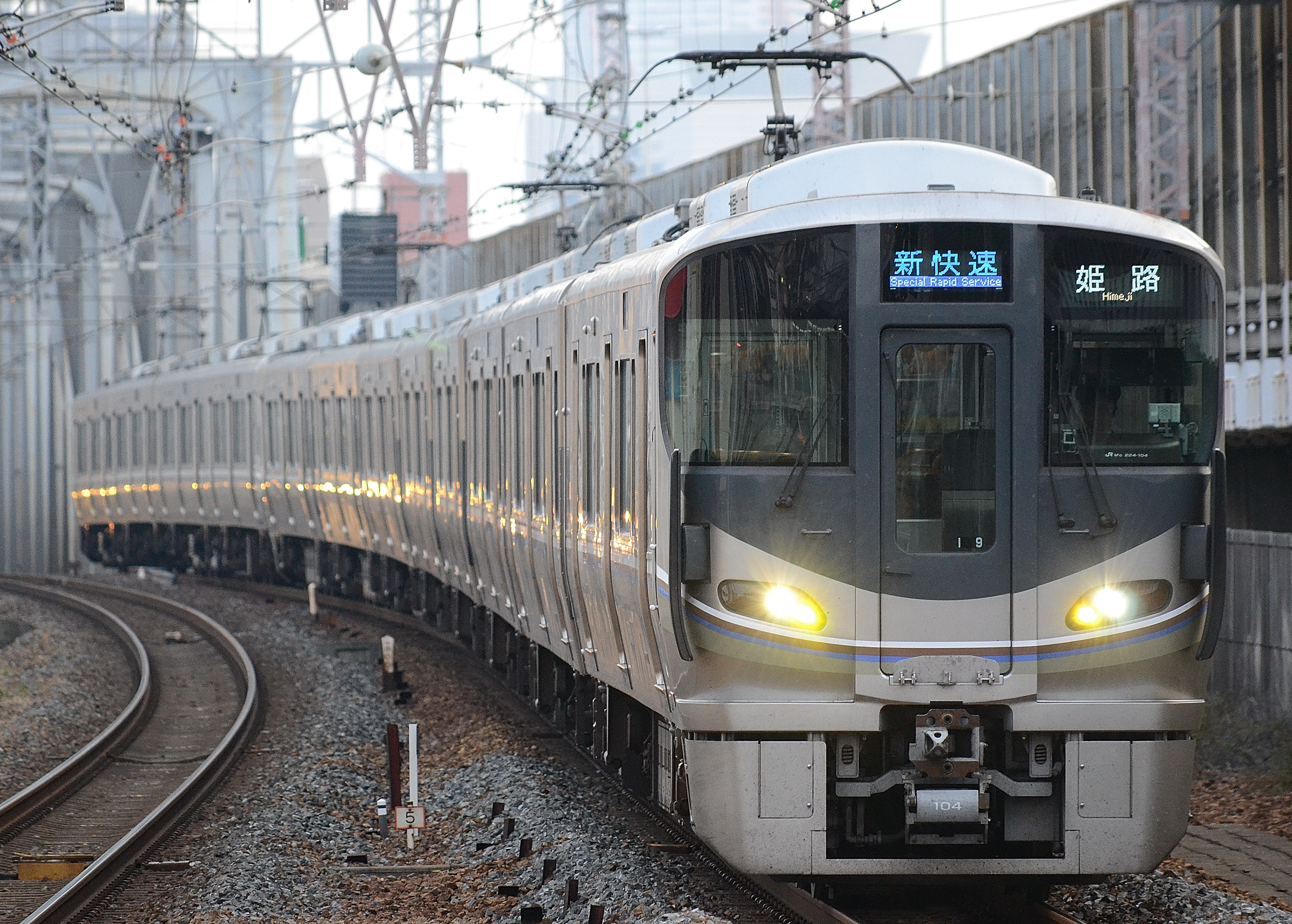
신쾌속에 사용되는 신형 전동차 225계 100번대

### 보통
비와코 선의 보통 열차는 대부분이 JR 교토 선, JR 고베 선까지 직통해 다카쓰키 이서(아침과 심야는 교토 이서)를 쾌속 운전해 대부분 마이바라나 중간의 야스 발착으로 운전된다. 일부 열차는 오가키나 나가하마까지 운전되기도 하며, 구사쓰・야스에서 신쾌속으로 변하는(혹은 신쾌속에서 보통으로 변하는) 경우가 있다. 구사쓰 - 교토 간은 내측선을 운전한다.
2008년 3월의 시각표 개정으로 인해 일중 하행 보통 열차가 오미하치만역에서의 신쾌속 접속을 위한 대기 시각표가 없어져 마이바라에서 먼저 출발하면 교토까지 먼저 도착하는 시각표로 변경되었다. 아침과 저녁 시간대 하행은 오미하치만, 상행은 야스로 신쾌속의 완급 접속이 이루어지는 경우가 있다.
221계·223계(1000번대·2000번대·6000번대) 전동차(모두 아보시 종합 차량소 소속)의 6·8·10·12량 편성으로 운전되고 있다. 평일 아침의 야스 행과 마이바라 발 구사쓰 행의 전차는 4량의 단편성이 있다.
교토에서 구사쓰 선으로 직통하는 열차는 아침과 저녁 운전으로만 한정되어 있어 교토 종합 차량소 소속의 117계·113계 전동차가 사용되고 있다. 구사쓰 선·고세이 선 직통의 보통 전차 중에는 구사쓰 - 교토 간은 외측선을 달리는 경우가 있다.

## 역 일람
| 노 선         | 역명     | 일어 역명 | 쾌속 | 신쾌속 | 접속 노선                                                                | 역간 거리    | 영업 거리    | 소재지       | 소재지     | 소재지     |
| ------------- | -------- | --------- | ---- | --- | ------------------------------------------------------------------------ | ------------ | ------------ | ------------ | ---------- | ---------- |
| 호쿠리쿠 본선 | 나가하마 | 長浜      | ●    | ● | ■ 호쿠리쿠 본선 (쓰루가 방면·직결 운행)                                  | 0.0          | -7.7         | 시가현       | 나가하마시 | 나가하마시 |
| 호쿠리쿠 본선 | 다무라   | 田村      | ●    | ● |                                                                          | 3.0          | -4.7         | 시가현       | 나가하마시 | 나가하마시 |
| 호쿠리쿠 본선 | 사카타   | 坂田      | ●    | ● | 2.3                                                                      | -2.4         | 마이바라시   | 마이바라시   |            |            |
| 호쿠리쿠 본선 | 마이바라 | 米原      | ●    | ● | ■ 도카이도 신칸센 ■ 도카이도 본선 (오가키 방면·직결 운행) 오미 철도 본선 | 2.4          | 마이바라시   | 마이바라시   | 0.0        |            |
| 도카이도 본선 | 마이바라 | 米原      | ●    | ● | ■ 도카이도 신칸센 ■ 도카이도 본선 (오가키 방면·직결 운행) 오미 철도 본선 | 2.4          | 마이바라시   | 마이바라시   | 0.0        |            |
| 히코네        | 彦根     | ●         | ●    | 오미 철도 본선 | 6.0                                                                      | 6.0          | 히코네시     | 히코네시     |            |            |
| 미나미히코네  | 南彦根   | ●         | ｜   | | 3.3                                                                      | 9.3          | 히코네시     | 히코네시     |            |            |
| 가와세        | 河瀬     | ●         | ｜   | 3.1 | 12.4                                                                     |              | 히코네시     | 히코네시     |            |            |
| 이나에        | 稲枝     | ●         | ｜   | 3.7 | 16.1                                                                     |              | 히코네시     | 히코네시     |            |            |
| 노토가와      | 能登川   | ●         | ●    | 3.7 | 19.8                                                                     | 히가시오미시 | 히가시오미시 |              |            |            |
| 아즈치        | 安土     | ●         | ｜   | 5.1 | 24.9                                                                     | 가모군       | 아즈치 정    |              |            |            |
| 오미하치만    | 近江八幡 | ●         | ●    | 오미 철도 요카이치 선 | 3.5                                                                      | 28.4         | 오미하치만시 | 오미하치만시 |            |            |
| 시노하라      | 篠原     | ●         | ｜   | | 4.0                                                                      | 32.4         | 오미하치만시 | 오미하치만시 |            |            |
| 야스          | 野洲     | ●         | ●    | 5.6 | 38.0                                                                     | 야스시       | 야스시       |              |            |            |
| 모리야마      | 守山     | ●         | ●    | 3.1 | 41.1                                                                     | 모리야마시   | 모리야마시   |              |            |            |
| 릿토          | 栗東     | ●         | ｜   | 2.1 | 43.2                                                                     | 릿토시       | 릿토시       |              |            |            |
| 구사쓰        | 草津     | ●         | ●    | ■ 구사쓰 선 (기부카와 방면·직결 운행) | 2.3                                                                      | 45.5         | 구사쓰시     | 구사쓰시     |            |            |
| 미나미쿠사쓰  | 南草津   | ●         | ●    | | 2.5                                                                      | 48.0         | 구사쓰시     | 구사쓰시     |            |            |
| 세타          | 瀬田     | ●         | ｜   | 2.7 | 50.7                                                                     | 오쓰시       | 오쓰시       |              |            |            |
| 이시야마      | 石山     | ●         | ●    | ■ 게이한 전기 철도 이시야마사카모토·오쓰 선 (게이한 이시야마 역)                                                                                      | 2.5                                                                      | 오쓰시       | 오쓰시       | 53.2         |            |            |
| 제제          | 膳所     | ●         | ｜   | ■ 게이한 전기 철도 이시야마사카모토·오쓰 선 (게이한 제제 역)                                                                                          | 2.8                                                                      | 오쓰시       | 오쓰시       | 56.0         |            |            |
| 오쓰          | 大津     | ●         | ●    | | 1.7                                                                      | 오쓰시       | 오쓰시       | 57.7         |            |            |
| 야마시나      | 山科     | ●         | ●    | ■ 고세이 선 ■ 교토 시 교통국 지하철 도자이 선 ■ 게이한 전기 철도 게이신·오쓰 선 (게이한 야마시나 역)                                                  | 4.5                                                                      | 62.2         | 교토부       | 교토시       | 야마시나구 |            |
| 교토          | 京都     | ●         | ●    | ■ 도카이도 신칸센 ■ JR 교토 선 (오사카 방면·직결 운행) ■ 사가노 선 (산인 본선) ■ 나라 선 ■ 긴키 닛폰 철도 교토 선 ■ 교토 시 교통국 지하철 가라스마 선 | 5.5                                                                      | 67.7         | 교토부       | 교토시       | 시모교구   |            |

## 앞으로의 계획
- 야마시나 - 교토 간에 신규 역 설치[2].

## 같이 보기
- 어번 네트워크
- 게이한신 완행선